# Amour, année zéro

Amour, année zéro est une chanson écrite par Serge Gainsbourg, composée et interprétée par Alain Chamfort. Elle paraît sur l'album du même nom en 1981. 
Elle fut publiée en single en face B du 45 tours de Chasseur d'ivoire et en face A du 45 tours extrait de son album live Double vie en 1988.
Ce fut l'une des dernières chansons que Gainsbourg a écrite pour Alain Chamfort après des titres comme Joujou à la casse, Baby Lou, Manureva, Bambou, Malaise en Malaisie et Chasseur d'ivoire (les trois dernières étant extraites de l'album Amour année zéro).